# Mimallygus
Mimallygus — род цикадок из отряда Полужесткокрылых. 

## Описание
Цикадки размером 4-5 мм. Крепкие, умеренно стройные, с широкой, тупоугольно выступающей головой, темя плоское, переход лица в темя плавный. В СССР 1 вид бурого цвета. 
- Mimallygus lacteinervis (Kirschbaum, 1868)
- Mimallygus lacteinervis saracinus Emeljanov, 1964[2]